# Buswiller
Buswiller település Franciaországban, Bas-Rhin megyében. Lakosainak száma 288 fő (2022. január 1.). Buswiller Issenhausen, Ettendorf, Obermodern-Zutzendorf, Ringendorf és Schalkendorf községekkel határos.

## Népesség
A település népességének változása:
| Lakosok száma | 235  | 264  | 272  | 274  | 277  | 280  | 282  | 286  | 288  |
|               | 2013 | 2015 | 2016 | 2017 | 2018 | 2019 | 2020 | 2021 | 2022 |